# Benjamin Constant

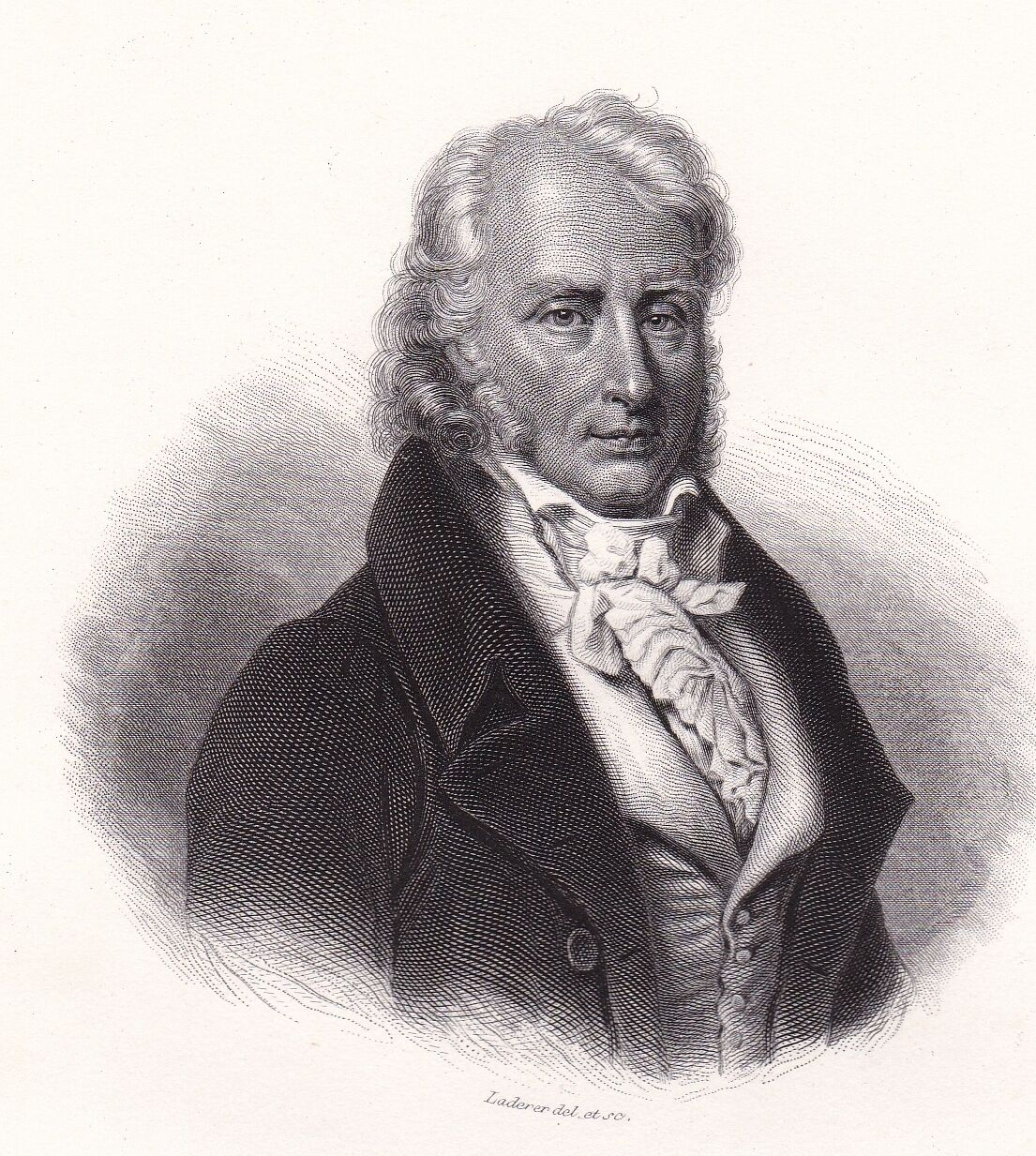
Benjamin Constant

Benjamin Constant, eigentlich Henri-Benjamin Constant de Rebecque (* 25. Oktober 1767 in Lausanne; † 8. Dezember 1830 in Paris) war ein frankophoner Schriftsteller, liberaler Politiker und Staatstheoretiker Schweizer Herkunft.
Er untersuchte das in der Französischen Revolution problematisch gewordene Verhältnis von Staatsmacht und Individuum. 1802 wurde er von Napoleon kaltgestellt, 1815 aber von ihm eingeladen, einen Zusatz zur Verfassung Frankreichs zu schreiben. Constant beeinflusste mit seinen Ideen u. a. den Novemberaufstand, die Griechische Revolution, die Liberale Revolution in Portugal und die Belgische Revolution.

## Leben und Schaffen

### Kindheit
Der wie so viele frankophone Autoren zwischen Literatur und Politik pendelnde Benjamin Constant (so sein Name in der Literatur- und Geistesgeschichte) war Abkömmling einer im 16. Jh. in die Schweiz emigrierten Familie französischer Hugenotten. Seine Eltern waren der schweizerische Offizier in niederländischen Diensten Louis-Arnold-Juste Constant de Rebecque (1726–1812) und dessen Ehefrau Henriette von Chandieu.
Seine Mutter starb bald nach seiner Geburt, und er verlebte (was wahrscheinlich zu seiner späteren Bindungsunfähigkeit beitrug) eine ziemlich unstete Kindheit und Jugend zunächst bei den Großeltern in der Schweiz, später als Anhängsel seines Vaters, eines offenbar sehr mobilen Berufsoffiziers, in Holland, der Schweiz, dem damals noch österreichischen Brüssel und in England, wobei er mal bessere, mal schlechtere Hauslehrer hatte.

### Die jüngeren Jahre

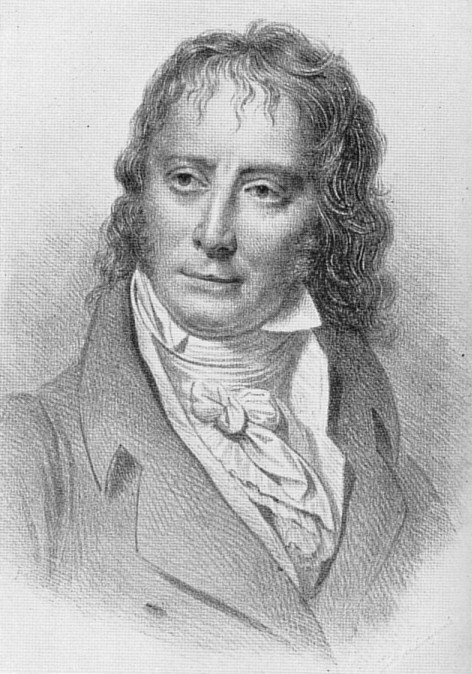
Benjamin Constant de Rebecque

Mit fünfzehn Jahren begann er ein Jurastudium an der Universität von Erlangen, wo er in Dienst bei Sophie Caroline Marie von Braunschweig-Wolfenbüttel war. Drei Semester später, als er die Stadt wegen einer Affäre verlassen musste, zog er nach Edinburgh. Zugleich las er viel (u. a. Claude Adrien Helvétius) und begann zu schreiben, verfiel allerdings auch dem Spiel und machte Schulden. Darüber hinaus reiste er oft und hatte früh Liebesaffären. 1786 lernte er bei einem Parisaufenthalt die damals viel gelesene Autorin Isabelle de Charrière (1740–1805) kennen, eine in der Schweiz verheiratete gebürtige Holländerin, die ihm zu einer (zunächst wohl nicht nur platonischen) mütterlichen Freundin wurde und auf deren Landsitz Le Pontet bei Colombier er in den nächsten Jahren häufig kürzer oder länger weilte.
1788 wurde er Kammerherr am Hof von Herzog Karl II. von Braunschweig und heiratete ein Jahr später die Hofdame Wilhelmine von Cramm. Er hielt es aber nicht lange mit ihr aus, ging oft auf Reisen und reichte schließlich die Scheidung ein, um sich mit einer anderen, ebenfalls noch verheirateten, aber scheidungswilligen Braunschweiger Hofdame zu liieren, Charlotte von Hardenberg, die er jedoch erst 1808, nach mehreren zwischendurch eingegangenen Verhältnissen mit anderen Frauen und einer zweiten Ehe ihrerseits heiratete, ohne dass die beiden hiernach glücklich wurden.
1794 begegnete Constant in der Schweiz der anderthalb Jahre älteren Madame de Staël: Es war der Beginn einer langen, für beide Seiten nervenaufreibenden Beziehung, aus der 1797 auch eine Tochter hervorging (Albertine).

### Die mittlere Zeit
1795, nach dem Ende der Schreckensherrschaft und der Etablierung des Direktoriums, begleitete Constant Mme de Staël nach Paris und begann sich dort als vielbeachteter politischer Publizist und Redner zu betätigen. Eine Bühne hierfür schuf ihm seine Geliebte mit den von ihr organisierten Treffen im Hôtel de Salm. Dieser konservative intellektuelle Zirkel wurde bald darauf als Salmklub bekannt.
Nach dem Staatsstreich Napoleons von 1799 spielte er als Mitglied des Tribunats sogar eine aktive Rolle in der hohen Politik, ehe er 1802 kaltgestellt wurde. Claude Fauriel wurde ein häufiger Gast in den Salons der Madame de Staël und Benjamin Constants. Seine Infragestellung der Absolutheit des Verbots der Lüge in der 1796 veröffentlichten Schrift Des réactions politiques, s. l. 1796 führte zu der Replik von Immanuel Kant Über ein vermeintes Recht aus Menschenliebe zu lügen.
Anschließend war er wieder viel unterwegs, u. a. mit Mme de Staël, die er auf Teilen ihrer Deutschlandreise 1803/04 begleitete und die ihn, nachdem sie 1802 verwitwet war, zur Eheschließung drängte, während er sie zwischendurch immer wieder zugunsten neuer und alter Geliebten verließ und schließlich Charlotte von Hardenberg (s. o.) heiratete.
Seine schwierige psychische Situation in dieser Zeit der Trennung und des Partnerwechsels spiegelt der 1806/07 verfasste (aber erst 1817 gedruckte) Roman Adolphe, in dessen unentschlossen schwankendem Ich-Erzähler sich Constant sichtlich selbst porträtiert. In denselben Zeitraum (1807/08) fällt seine Übertragung von Schillers Wallenstein in französische Verse (Druck 1808). Wohl 1811 begann er einen weiteren autobiografischen Roman, Cécile, der Fragment blieb und erst 1951 wiederentdeckt wurde. Ebenfalls 1811 begann er eine Autobiografie mit dem Titel Ma Vie („Mein Leben“), die aber nur bis zum Ende seiner Jugendzeit gelangte und erst 1907 aus dem Nachlass als Le Cahier rouge („Das rote Heft“) gedruckt wurde.
1812 wurde er zum korrespondierenden Mitglied der Göttinger Akademie der Wissenschaften gewählt. Zwischen November 1811 bis Oktober hielt er sich in Göttingen auf, um die Universitätsbibliothek für seine Arbeit über die Religion zu nutzen und war Mitglied des Gelehrten-Clubs, einer Vereinigung von freien Professoren. 1814, als nach der Niederlage Napoleons die alte Königsfamilie der Bourbonen zurückgekehrt war und Ludwig XVIII. den Thron bestiegen hatte, publizierte Constant ein Plädoyer für eine konstitutionelle Monarchie. 1815 schloss er sich Napoleon an, als dieser im März unerwartet an die Macht zurückkehrte, und entwarf in seinem Auftrag während der Herrschaft der Hundert Tage eine Appendix zur Verfassung Frankreichs. Nach der baldigen endgültigen Niederlage Napoleons (18. Juni) in der Schlacht bei Waterloo musste Constant Frankreich verlassen und verbrachte anderthalb Jahre in England.

### Die späteren Jahre
1817 kehrte er nach Paris und in die Politik zurück. Er wurde in die neue Abgeordnetenkammer als Vertreter des Départements Bas-Rhin gewählt und betätigte sich dort, mehrfach wiedergewählt, als gefürchteter Parlamentsredner und Pamphletist. Zugleich verfasste er bedeutende staats- und verfassungstheoretische Schriften und wurde mit ihnen zum Mitbegründer des Liberalismus, d. h. der Doktrin, dass der Staat sich möglichst wenig in die persönlichen und zumal die wirtschaftlichen Belange seiner Bürger einmischen solle und möglichst viel Initiative und Verantwortung ihnen selbst überlassen müsse. Er bzw. der Monarch habe sich auf die Rolle einer neutralen Instanz (pouvoir neutre) zurückzuziehen.
Eine vierbändige religionswissenschaftliche Abhandlung, De la religion considérée dans sa source, ses formes et ses développements (1824–31), an der Constant schon als junger Mann zu arbeiten begonnen hatte, wurde wenig beachtet und geriet bald in Vergessenheit.

## Rezeption
Trotz seiner unsteten Lebensweise schrieb Constant ständig: meistens historiographische und/oder politologische oder politische Schriften und Artikel. Seinen Platz in der Literaturgeschichte verdankt er jedoch vor allem der erfolgreichen Erzählung Adolphe (geschrieben 1806/07, veröffentlicht erst 1816). Die Erzählung schildert die Geschichte eines jungen Mannes (Adolphe), der eine zehn Jahre ältere Frau (Ellénore) verführt, sich, als er merkt, dass sie ihn allzu sehr liebt und an ihn klammert, von ihr zu lösen versucht, dies aber aufgrund der vielen Opfer, die sie ihm bringt, nicht kann, dann aber doch wieder will und sie durch sein unentschlossenes Hin und Her und seine schließliche Abwendung in Krankheit und Tod treibt. Sie spiegelt offenbar eine fast pathologische Zerrissenheit des Autors selbst zwischen Bindungswünschen und Bindungsangst und ist wahrscheinlich vor allem inspiriert von seiner schwierigen Situation zwischen Mme de Staël und Charlotte von Hardenberg. Der Adolphe gilt als ein erstes Beispiel und Muster des sich im 19. Jahrhundert entwickelnden psychologischen Romans.

## Werke aus dem Nachlass
Neben dem Romanfragment Cécile und der ebenfalls unvollendeten Autobiografie erschienen aus dem Nachlass Constants sein umfangreiches, eigentlich nicht zur Veröffentlichung bestimmtes Tagebuch (Journal intime) und seine ebenfalls sehr umfangreiche Korrespondenz mit vielerlei Briefpartnern.

## Die Schriften Constants

### Deutsche Übertragung
- Werke. Herausgegeben von Axel Blaeschke und Lothar Gall. Deutsch von Eva Rechel-Mertens. 4 Bände. Propyläen Verlag, Berlin, 1970–1972 [Band 1–2 (1070) folgt der Pléiade-Ausgabe 1957]

### Essais
- De la force du gouvernement actuel de la France et de la nécessité de s'y rallier (1796)
- Des réactions politiques (1797). Vertaald als: Van wederwerkingen in den staat (politieke reactien). In Den Haag: by Isaac van Clefe, 1799
- Des effets de la Terreur (1797)
- Fragments d'une ouvrage abandonné sur la possibilité d'une constitution républicaine dans un grand pays (1803–1810)
- De l'esprit de conquête et l'usurpation (1814), is het pamflet tegen Napoleon
- Observations sur le discours prononcé par S.E. le Ministre de l'intérieur en faveur du projet de loi sur la liberté de la presse (1814)
- Principes de politique applicables à tout les gouvernements répresentatifs et particulièrement à la constition actuelle de la France (1815)
- De la libertés des brochures, de pamphlets et des journaux considerée sous le rapport de l'intérêt du gouvernement
- De la doctrine politique qui peut réunir les partis en France (1816)
- Des élections de 1818 (1818)
- De la liberté des Anciens comparée à celle des modernes (1819). Vertaald als: De waarde van vrijheid. Amsterdam: ONE Business, 2016, ISBN 978-90-352-5259-2
- Cours de politique constitutionnelle (1818–1820). Nouvelle édition 1836
- Les mémoires sur les Cent-Jours (1819–1820)
- Commentaire sur l'ouvrage de Filangieri (1822)
- Lettre à Mr. le Procureur-Général de la Cour Roy. de Poitiers (1822)
- De la religion, considérée dans sa source, ses formes et ses développements. Tome premier; Tome II; Tome III; Tome IV; Tome V (1824–1834). Vertaald als: Over de godsdienstige vrijheid. Te Arnhem: bij C.A. Thieme, 1837
- Appel aux Nations chrétiennes en faveur des Grecs (1825). Vertaald als: Beroep op de christen natien, ten gunste der Grieken. Te 's Gravenhage, bij S. de Visser, 1825
- Discours de M. Bejamin Constant à la Chambre des députés. Tome premier; Tome second (1827–1828)
- Mélanges de littérature et de politique (1829)
- Choix de rapports opinions et discours prononcés à la chambre des deputés (1832)
- Du polythéisme romain considéré dans ses rapports avec la philosophie grecque et la religion chrétienne (1833)

### Belletristik
- Adolphe (1816) (Roman)
- Le Cahier rouge (1907) (Autobiografie)
- Wallstein (1808), Übertragung von Schillers Wallenstein ins Französische
- Cécile (1951) (Romanfragment)

### Briefe zur Affaire Wilfrid Regnault
- Lettre à M. Odillon-Barrot, avocat en la Cour de cassation, sur l'affaire de Wilfrid Regnault Lettre à M. Odillon-Barrot, avocat en la Cour de cassation, sur l'affaire de Wilfrid Regnault, condamné à mort (1818)
- 2me lettre à M. Odilon Barrot, avocat en la Cour de cassation, sur l'affaire de Wilfrid Regnault, condamné à mort (1818)
- De l'appel en calomnie de M. le marquis de Blosseville, contre Wilfrid-Regnault (1818)